# ワカクモ
ワカクモは日本の競走馬、繁殖牝馬。競走馬時代に桜花賞に優勝、母として顕彰馬テンポイント、1982年の最優秀障害馬キングスポイントらを産んだ。

## 戦績
血統的背景については後述する。また馬齢については当時の表記（数え年）で表す。

### 3歳 - 4歳
1965年10月24日に京都競馬場でデビューするが、初戦は14頭立ての6番人気で12着と振るわず、2戦目で初勝利を挙げる。その後は京都での白梅賞（1着）などを経て、通算5戦3勝で桜花賞に臨む。関東馬メジロボサツが1番人気でワカクモは4番人気ながらも、杉村一馬騎手のイン突きが決まりヒロヨシ・メジロボサツとのクビ・ハナの接戦を制して優勝。母クモワカが2着だった無念を晴らした。その後は、優駿牝馬（オークス）を目指して東上するも、4歳牝馬特別（オークストライアル）ではメジロボサツの14着と惨敗。本番のオークスでも2番人気に推されるも、雨天巧者・古山良司が騎乗するヒロヨシの大胆な大逃げの前に7着と完敗する。
オークス以後は小倉を転戦し、7頭立ての4番人気と微妙な人気となった小倉記念ではパシカリームを下して優勝した。秋は牝馬重賞に出走する一方で神戸杯や京阪杯など牡馬や古馬に混じって出走し、善戦するも勝ち星は挙げられなかった。

### 5歳 - 7歳
年明け初戦の日本経済新春杯を手始めに、5月と6月のオープンレースで計2勝を挙げる（目野哲也騎乗）。その後は宝塚記念に出走するも、8頭立ての7着とふるわなかった。宝塚記念後、前年に引き続いて小倉に遠征。筑紫賞（芝1800m）では1分50秒6のレコード勝ちを収めるものの、続く小倉大賞典、小倉記念、北九州記念では全く勝負にならず、中央場所に戻っても調子が戻らなかった。
6歳になってもオープンレースを中心に使われた。この年、主戦騎手であった杉村一馬が調教師となった為、佐山優が主戦騎手を務める様になった。7月の阪急杯で2着した後、恒例の小倉遠征を行い、初戦のオープン特別・小倉競馬開設60周年記念（芝1800m）では自身のレコードをコンマ2秒上回る1分50秒4で勝利を挙げた。続く小倉記念では58kgを背負い出走したが、軽量51kgのペロバック（田島良保騎乗）にアタマ差及ばなかった。その後は10月の京都でのオープンレースに勝利、続く京都牝馬特別で2着する。7歳になると成績が頭打ち傾向となり、小倉競馬場が工事中のため恒例の小倉遠征も無かった。しかし、小倉大賞典の代替重賞・セントウルステークスでは2着に入り、健在をアピールした。同年11月の京都牝馬特別を最後に引退した。
クラシックホースの割にはよくローカルレースを転戦している。諸般事情もあったのであろうが、後にワカクモ産駒と深い縁でつながれる杉本清は、「何でワカクモがこんなところを走っているのか？」と首を傾げていたという。また、佐山によればワカクモは非常に気性の悪い馬で、普段の調教を杉村が行うことができず、主に佐山が調教をつけていた。おまけに、レース直前になるとカイ食いが極端に悪くなり、鼻からチューブで飼い葉や豆を擦ったものを流し込んだりしていたという（桜花賞直前の時が、まさにその状態であった）。

### 年度別競走成績
- 1965年（2戦1勝）
- 1966年（15戦4勝）
  - 1着：桜花賞、小倉記念
  - 3着：京阪杯、京都牝馬特別、阪神牝馬特別
- 1967年（15戦3勝）
- 1968年（13戦3勝）
  - 2着：阪急杯、小倉記念、京都牝馬特別
- 1969年（9戦0勝）
  - 2着：セントウルS

## 引退後
引退後は、故郷・吉田牧場で繁殖生活を送ることとなった。繁殖牝馬としてはテンポイント・キングスポイント（中山大障害）といった活躍馬を輩出している。牡馬の代表格であった両馬はともにアクシデントのために血を残すことなく急死してしまったが、娘たちが名繁殖牝馬として成功を収めたことでクモワカの血はいまだに残されている。
1987年に繁殖牝馬を引退したワカクモは、1993年7月25日に老衰のためにこの世を去った。31歳の長命であった。

## 血統的背景
母クモワカ（繁殖名丘高）が5歳(現4歳)時、1952年（昭和27年）冬に京都競馬場で発生した馬伝染性貧血（伝貧）の集団感染騒動に巻き込まれ、クモワカは家畜伝染病予防法第17条により京都府知事名で殺処分命令を受けた。しかし関係者はクモワカの状態からこの診断について疑問を持ち、取りあえずクモワカを学術研究用馬として京都競馬場の隔離厩舎に匿った。そして引き延ばしに引き延ばして3年近く隔離状態に置かれた末、1955年10月に突然姿をくらました。クモワカを関係者が密かに北海道に連れ帰ったためであり、早来の吉田牧場に匿われた。やがて牧場はクモワカを血統名「丘高」の名で繁殖牝馬の登録申請を提出して登録協会が一旦は認めたが、丘高が殺処分命令により死亡とされたクモワカであることを知ったため、丘高の繁殖牝馬登録を取消し、クモワカから生まれてきた産駒は競走馬登録をすることができず、登録協会と牧場側との争いになった。そんな中で、子供を産めることこそが非感染の証拠であるとして1959年9月に東京地裁に馬主が訴え出て裁判沙汰に発展する。クモワカが健康馬であること、産駒を出産して伝貧であることが誤診であることを示しているという馬主側の主張は1963年秋に認められた。そして他の馬主や生産者からの嘆願書を受けて登録協会が臨時の理事会を開き、クモワカを再検査して健康と診断されれば登録を認めるという結論を出すに至り、北海道庁の検査によりシロの結果を得て、クモワカとその産駒は正式に登録が認められた。こうして丘高の繁殖馬としての登録が叶った年に生まれた子がワカクモであった。クモワカの5番目の産駒であったワカクモが母の無念を晴らしたのは前述したとおり。(正式に登録が認められてからワカクモの兄姉は中央競馬にデビューしている)
このクモワカの一件について、寺山修司は自身の競馬随筆において「競馬界の岩窟王事件」と称している。また、当初のクモワカへの伝貧診断については当時の確認技術の未発達ゆえの誤診のほかにも諸説があり、ほかにもさまざまに言われてきた。中には下記の様な説も存在する。
- 患畜の取り違えによる手違い
- 当時の京都競馬場に出入りする獣医の間に派閥争いがあり、相手派閥の獣医の評価を貶めるためなどに偽りの診断が下された

なお、母クモワカ・ワカクモ・子テンポイントはいずれも11勝で生涯を終えている（キングスポイントは通算15勝）。そのような点にも、ひとつの縁が感じられる。

### 産駒
オキワカ、テンポイント、ウエストポイント、キングスポイント、イチワカ

### 子孫
- 孫 ワカテンザン、ワカオライデン、ワカスズラン
- 曾孫 フジヤマケンザン、フジヤマゲンスイ、ジンライ
- 来孫 ハルサンサン
- 昆孫 スマイルマンボ

など。2011年現在玄孫、来孫、昆孫の世代まで血統登録されている。なお、ハルサンサンの母ハルワカはワカクモの3×4のインブリードを持つ。

### 主要なファミリーライン
「f」は「filly（牝馬）」、「c」は「colt（牡馬）」の略。太字はGI級競走優勝馬。
- ワカクモ 1963 f
  - オキワカ 1972 f
    - ワカテンザン 1979 c（きさらぎ賞）
    - ワカオライデン 1981 c（朝日チャレンジカップほか）
    - ワカスズラン 1982 f
      - フジヤマケンザン 1988 c（香港国際カップ、金鯱賞、中山記念ほか）
      - スーパーオペラ 1996 f
        - スーパーワシントン 2003 c（早池峰賞）

    - サチワカ 1984 f
      - ジンライ 1991 c（MRO金賞）

    - ワカポイント 1986 c（東海大賞典）
    - オキリンドウ 1988 f
      - マルゼンシャトル 1993 f
        - ファヴォリート 1999 c（新潟ジュニアカップ）

    - ワカオーカン 1991 f
      - ワカセイウン 1997 f
        - テイエムヒットベ 2002 c（OP1勝）
        - テイエムハエドー 2003 c（肥後の国グランプリ）

  - テンポイント 1973 c（有馬記念、天皇賞（春）、阪神3歳ステークスほか）
  - キングスポイント 1977 c（中山大障害春秋連覇ほか）
  - イチワカ 1978 f
    - ダスシエーネ 1985 f
      - ホリワカ 1993 f
        - ハルワカ 2003 f
          - ハルサンサン 2008 f（TCK女王盃）
            - スマイルマンボ 2022 c（ハイセイコー記念）

    - キオイドリーム 1986 f（キャピタルステークス）

- 出典：牝系検索α

## 血統表
| ワカクモの血統（ハイペリオン系 / Ultimus・Peter Pan 5×4=9.38%） | ワカクモの血統（ハイペリオン系 / Ultimus・Peter Pan 5×4=9.38%） | ワカクモの血統（ハイペリオン系 / Ultimus・Peter Pan 5×4=9.38%） | （血統表の出典） | （血統表の出典） |
| 父 *カバーラップ二世 Cover Up II 1952 黒鹿毛                    | 父の父Cover Up 1943 黒鹿毛                                      | Alibhai                                                         | Hyperion         | Hyperion         |
| 父 *カバーラップ二世 Cover Up II 1952 黒鹿毛                    | 父の父Cover Up 1943 黒鹿毛                                      | Alibhai                                                         | Teresina         |                  |
| 父 *カバーラップ二世 Cover Up II 1952 黒鹿毛                    | 父の父Cover Up 1943 黒鹿毛                                      | Bel Amour                                                       | Beau Pere        | Beau Pere        |
| 父 *カバーラップ二世 Cover Up II 1952 黒鹿毛                    | 父の父Cover Up 1943 黒鹿毛                                      | Bel Amour                                                       | Love Set         |                  |
| 父 *カバーラップ二世 Cover Up II 1952 黒鹿毛                    | 父の母Betty Martin 1948 鹿毛                                    | Hollyrood                                                       | High Cloud       | High Cloud       |
| 父 *カバーラップ二世 Cover Up II 1952 黒鹿毛                    | 父の母Betty Martin 1948 鹿毛                                    | Hollyrood                                                       | Mandy Hamilton   |                  |
| 父 *カバーラップ二世 Cover Up II 1952 黒鹿毛                    | 父の母Betty Martin 1948 鹿毛                                    | Rhoda F.                                                        | Rhodes Scholar   | Rhodes Scholar   |
| 父 *カバーラップ二世 Cover Up II 1952 黒鹿毛                    | 父の母Betty Martin 1948 鹿毛                                    | Rhoda F.                                                        | Notebook         |                  |
| 母 丘高 1948 鹿毛                                               | 母の父*セフト Theft 1932 鹿毛                                   | Tetratema                                                       | The Tetrarch     | The Tetrarch     |
| 母 丘高 1948 鹿毛                                               | 母の父*セフト Theft 1932 鹿毛                                   | Tetratema                                                       | Scotch Gift      |                  |
| 母 丘高 1948 鹿毛                                               | 母の父*セフト Theft 1932 鹿毛                                   | Voleuse                                                         | Volta            | Volta            |
| 母 丘高 1948 鹿毛                                               | 母の父*セフト Theft 1932 鹿毛                                   | Voleuse                                                         | Sun Worship      |                  |
| 母 丘高 1948 鹿毛                                               | 母の母月丘 1932 鹿毛                                            | Sir Gallahad                                                    | Teddy            | Teddy            |
| 母 丘高 1948 鹿毛                                               | 母の母月丘 1932 鹿毛                                            | Sir Gallahad                                                    | Plucky Liege     |                  |
| 母 丘高 1948 鹿毛                                               | 母の母月丘 1932 鹿毛                                            | *星若 Ima Baby                                                  | Peter Pan I      | Peter Pan I      |
| 母 丘高 1948 鹿毛                                               | 母の母月丘 1932 鹿毛                                            | *星若 Ima Baby                                                  | Babe F-No.3      |                  |